# Wadicosa commoventa
Wadicosa commoventa là một loài nhện trong họ Lycosidae.
Loài này thuộc chi Wadicosa. Wadicosa commoventa được Alexander A. Zyuzin miêu tả năm 1985.